# Доброкачественный синдром крампи-фасцикуляции
Доброкачественный синдром крампи-фасцикуляции — расстройство гипервозбудимости периферических нервов. Главным симптомом является фасцикуляции произвольных мышц. Подёргивания могут как быть кратковременными, так и продолжаться определённое время. У пациентов с доброкачественным синдром крампи-фасцикуляции, как и у больных с нейромиотонией, также могут возникать парестезии. Большинство случаев синдрома являются идиопатическими.
Расстройство диагностируется с помощью клинического осмотра и электромиографии (ЭМГ). Синдром является хроническим заболеванием. Варианты лечения включают противосудорожные препараты, такие как карбамазепин, иммунодепрессанты и плазмаферез.

## Симптомы
Симптомы могут включать:
- Фасцикуляции (основной симптом)
  - Блефароспазм

- Общее переутомление
- Миалгия
- Тревога
- Пониженная способность к физическим упражнениям
- Ощущение кома в горле
- Парестезия[10]
- Спазмы и крампи[11]

Другие симптомы включают:
- Гиперрефлексию[9][12]
- Спастичность
- Тремор
- Зуд
- Миоклонию